# Estación de Oberwinterthur
La estación de Oberwinterthur es una estación ferroviaria de la comuna suiza de Winterthur, en el Cantón de Zúrich.

## Historia y situación
La estación de Oberwinterthur fue abierta en el año 1855 con la apertura al tráfico ferroviario de la línea que unía a Winterthur con Romanshorn, del Schweizerische Nordostbahn (NOB). En 1875 se inauguró la línea Winterthur - Etzwilen, por parte del Schweizerischen Nationalbahn (SNB), que sería absorbido por el Schweizerische Nordostbahn (NOB), el cual a su vez se integró en 1902 en los SBB-CFF-FFS.
La estación se encuentra ubicada en el barrio de Oberwinterthur, situado en el distrito 2 de la ciudad de Winterthur. Consta de un andén central al que acceden dos vías pasantes. Existen además otras dos vías pasantes y un par de haces de vías muertas para dar servicio a una zona industrial. Al norte de la estación está la bifurcación en la que se separan las líneas hacia Etzwilen y Romanshorn. Una vez pasada la bifurcación, en la línea hacia Romanshorn hay unos talleres para el mantenimiento de unidades que realizan los servicios de cercanías de S-Bahn Zúrich.
La estación está situada en términos ferroviarios en las líneas férreas Winterthur - Etzwilen y Winterthur - Romanshorn. Sus dependencias ferroviarias colaterales son la estación de Winterthur, inicio de las dos líneas, la estación de Wallrüti hacia Etzwilen y la estación de Wiesendangen en dirección Romanshorn.

## Servicios ferroviarios
Los servicios son prestados por SBB-CFF-FFS:

### S-Bahn Zúrich
La estación está integrada dentro de la red de trenes de cercanías S-Bahn Zúrich, y en la que efectúan parada los trenes de varias líneas pertenecientes a S-Bahn Zúrich:
- S 11 Aarau – Lenzburg – Dietikon – Zúrich HB – Stettbach – Winterthur – Seuzach/Sennhof-Kyburg (– Wila)  (solamente cadencia horaria)
- S 23 (Zúrich HB – Stadelhofen – Winterthur (– Romanshorn))
- S 24 Thayngen – Schaffhausen/Weinfelden – Winterthur – Zúrich Flughafen – Zúrich HB – Thalwil – Horgen Oberdorf – Zug  (solamente cadencia horaria)
- S 29 Winterthur – Seuzach - Stein am Rhein
- S 30 Winterthur – Frauenfeld – Weinfelden (– Romanshorn – Rorschach)
- S N1 Winterthur – Zúrich HB – Baden – Lenzburg – Aarau